# Matej Bekavac
Matej Bekavac (Osijek, 10. siječnja 1995.) je hrvatski nogometaš koji trenutačno igra za Osijek kao veznjak.